# Římská říše
Římská říše neboli Římské impérium (latinsky Imperium Romanum, řecky Βασιλεία τῶν Ῥωμαίων, tj. Basileia tōn Rhōmaiōn), česky také římské císařství, byl státní útvar starověkého Říma existující v letech 27 př. n. l. až 395 n. l. Jedná se o jednu z územně nejrozsáhlejších říší v dějinách Evropy. Název byl zaveden po smrti Caesara císařem Oktavianem Augustem, který přijal titul imperátora. Hlavním městem říše byl Řím. Roku 395 se impérium rozdělilo na západořímskou říši (zanikla roku 476) a východořímskou říši zvanou později Byzantská říše (zanikla roku 1453).

## Historie

### Zrod principátu
Octavianus stejně jako Caesar docílil samovlády. Avšak na rozdíl od Caesara se nepokoušel potvrdit svoji pozici ve státě získáním úřadu diktátora, nýbrž zastřel své autokratické postavení samovládce do hávu republikánských institucí. Čistě formálně ponechal v platnosti starou republikánskou ústavu a svoji pozici si zajistil převzetím výkonu různých republikánských úřadů, nabytím zvláštních plných mocí a především díky své kontrole klíčových provincií s početnými legiemi. Jmenoval se principem („prvním občanem“) a názorně tak demonstroval, že se považuje za rovného s ostatními senátory (princeps inter pares), kteří se jako úředníci, soudci, správci provincií a velitelé vojsk měli spolupodílet na vládě. Octavianem vytvořený vládní systém, který se v podstatných rysech lišil od staré republiky, se proto nazývá principát. Senát mu kromě mnoha jiných titulů udělil čestné jméno Augustus („Vznešený“).

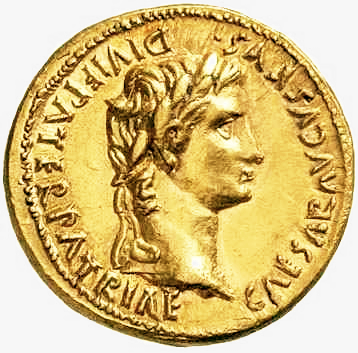
Augustův aureus

Přesto i za principátu zůstaly přinejmenším zpočátku zachovány tradiční republikánské instituce: veškeré magistratury, senát, organizace správy provincií a náboženské funkce (úřad pontifika však zastával císař). Ovšem význam těchto ctihodných a starobylých institucí postupně uvadal. Rozhodující politické orgány začaly brzy fungovat jako pouhé správní úřady. Instituce vytvářené císařem přebíraly krok za krokem kompetence republikánských magistratur. Jezdci a vzrůstající měrou také propuštěnci zaujímali klíčová místa v těchto úřadech. Taktéž senát, který císaři obsazovali svými oblíbenci, postupně ztrácel na významu. Jeho mocenskou roli převzala armáda a především pretoriáni, kteří sloužili jako císařova tělesná stráž. Rovněž sociální struktura republiky se začala proměňovat. Od doby Augustovy vlády docházelo ke vzestupu příslušníků nových společenských vrstev, obzvláště z řad Italů a provinciálů. Jezdci byli preferováni při výkonu státní správy na úkor senátorů, což způsobilo zvýšenou fluktuaci v rámci společenských tříd a odstraňovalo sociální přehrady. Obyvatelé římské říše měli nyní navíc mnohem snadnější možnost nabýt římské občanství.

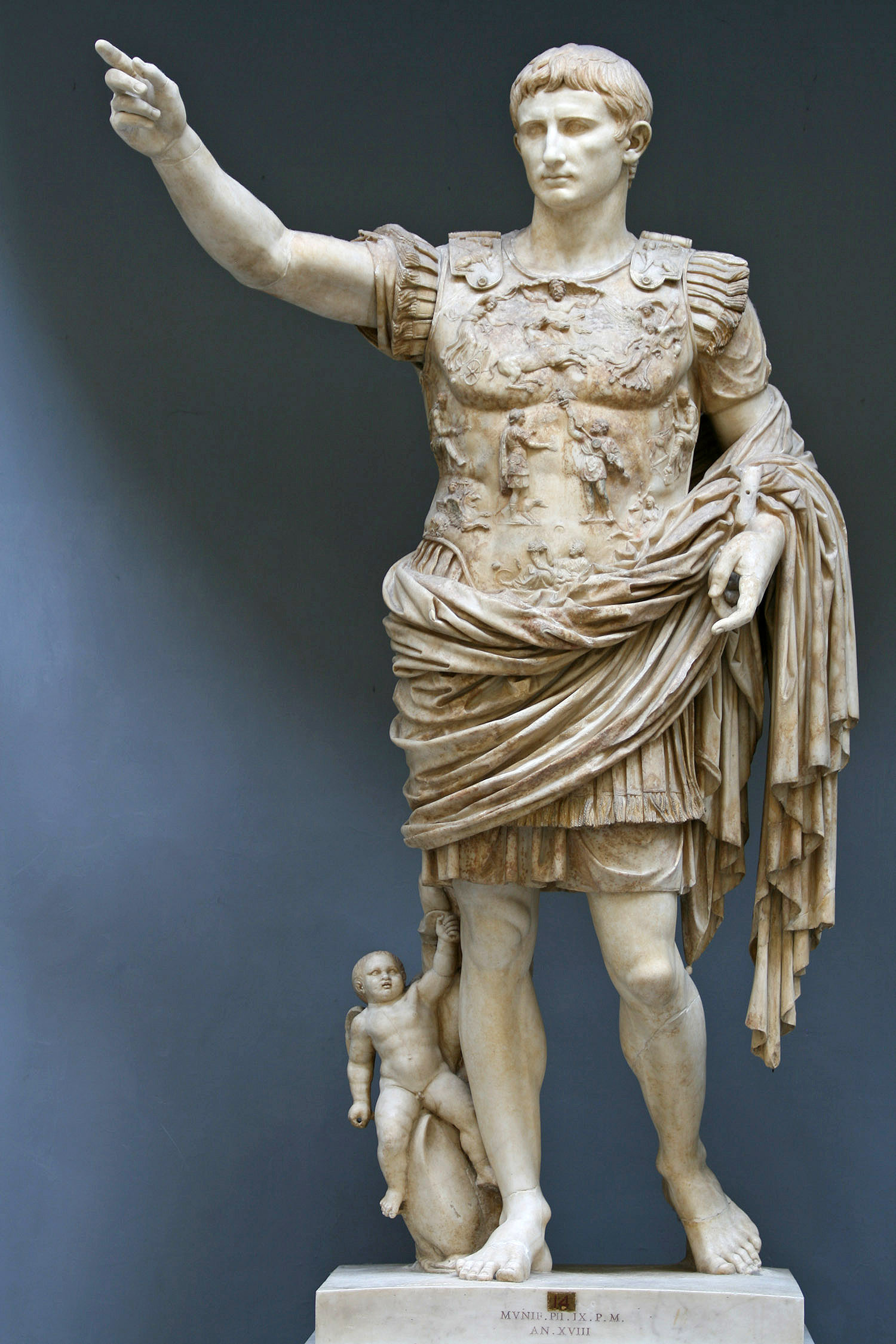
Augustus, první římský císař

Legitimita Augustovy vlády spočívala v jeho roli ochránce míru před chaosem občanských válek. Imperium Romanum ovládalo v této době celou oblast Středozemního moře. Nicméně římská expanze pokračovala i za Augusta: na Balkáně až k Dunaji, dále v Hispánii (jejíž dobytí bylo tehdy završeno) a v Germánii. Ovšem zde plány na zřízení provincie ztroskotaly poté, co byla římská armáda v roce 9 n. l. poražena v bitvě v Teutoburském lese Cherusky vedenými náčelníkem Arminiem. Augustus se následně omezil na zabezpečení stávajících hranic, podél kterých bylo rozmístěno vojsko čítající celkem asi 300 000 mužů. Říše stále více přecházela do obrany a soustřeďovala svůj vojenský potenciál k opevnění hranic (Limes Romanus). Tato císařova opatření přispěla k upevnění tzv. římského míru – Pax Romana.
Augustova vláda přinesla státu prospěch a blahobyt. Nastolením principátu byla zahájena epocha vnitřní i vnější konsolidace: císař nechal vybudovat síť nových silnic a cest. Hospodářství a kultura zažily po letech válek nový rozkvět. Byla podporována urbanizace provincií zřizováním kolonií veteránů a velkorysým udělováním římského občanství, což napomohlo rychlému rozšiřovaní řecko-římské kultury do provincií. Navzdory všem opatřením k uchování tradičních římských institucí započal již za Augustovy vlády pozvolný proces provincionalizace říše, ve kterém postupně klesal význam hlavního města říše a Itálie ve prospěch ostatních leckdy teprve nedávno dobytých zemí. Možnost vzestupu provinciálů se stále zvyšovala. Již za císaře Claudia se někteří stali senátory.
Po Augustově smrti v roce 14 nastoupil na trůn jeho adoptivní syn Tiberius, který byl lidsky komplikovanou osobností a vnitřně se zřejmě cítil spíše republikánem. Během své vlády se staral hlavně o zabezpečení hranic říše a naplnění státní pokladny. Významnou událostí v době Tiberiova panování bylo ukřižování Ježíše Krista v provincii Judea. Už třetí princeps, Caligula, se ukázal být tyranem par excellance. Jeho vláda skončila po třech letech, kdy byl zavražděn pretoriány. Za Claudia byla k říši připojena Británie později následovaná Thrákií, která měla již předtím status klientského státu závislého na Římě. Po Claudiovi, který byl otráven svou manželkou Agrippinou, získal vládu císařovnin syn Nero. Jeho zpočátku nadějné panování se brzy změnilo v teror, během něhož nechal císař povraždit mnoho členů své rodiny a spekuluje se, že dal zapálit Řím v roce 64. Za jeho vlády došlo rovněž k prvnímu pronásledování křesťanů, které však nebylo první systematické (to se v akademických kruzích označuje až za vlády Decia). Když se nakonec proti jeho hrůzovládě vzbouřily legie, spáchal Nero sebevraždu. Neronova smrt v roce 68 znamenala konec vlády julsko-klaudijské dynastie. Toto datum také představuje určitý zlom v římských dějinách. Od tohoto okamžiku totiž jen málokterý císař pocházel z řad staré římské aristokracie.

### Vrchol císařství

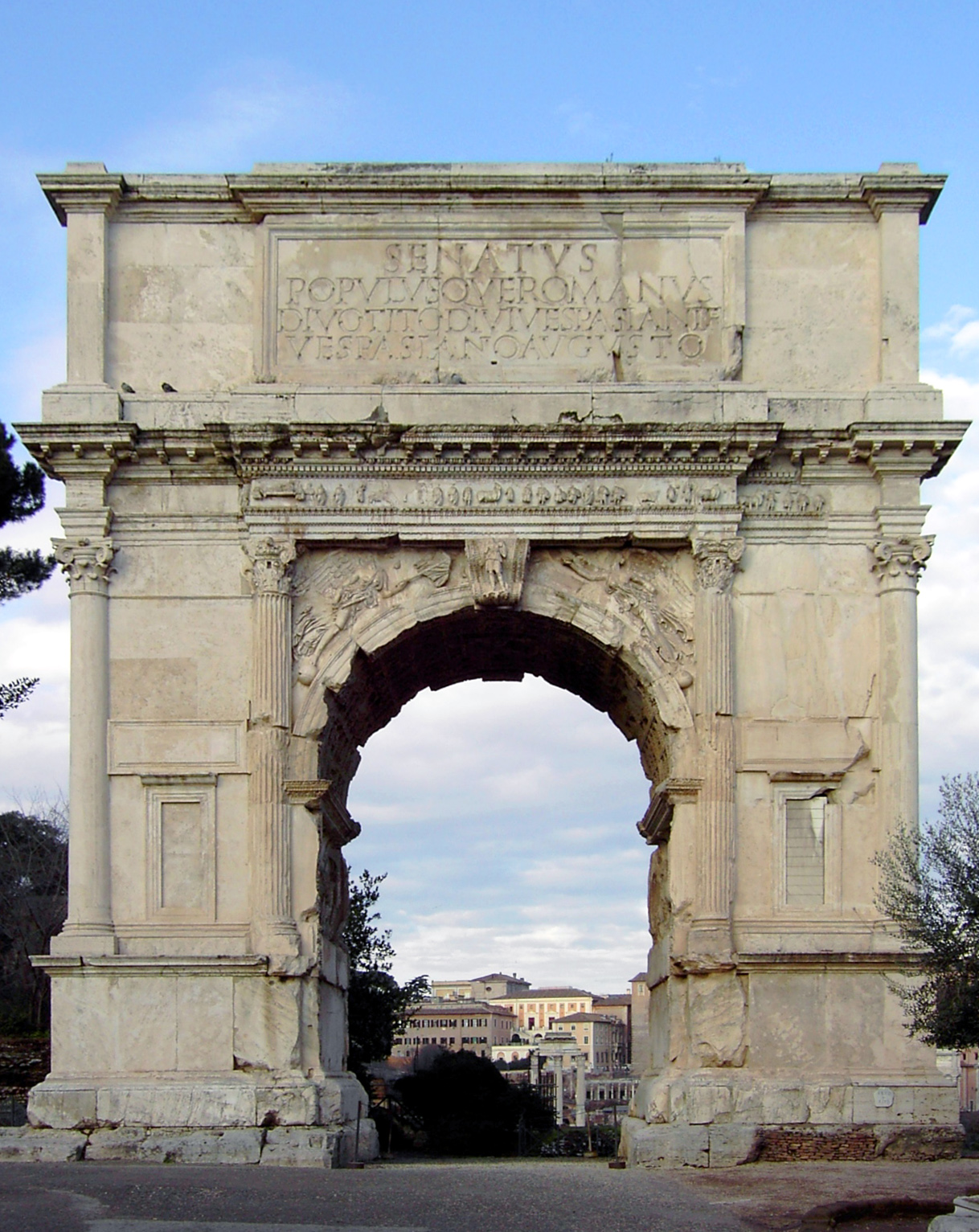
Titův vítězný oblouk

Po Neronově smrti nastal v říši chaos („rok čtyř císařů“). Z bojů mezi jednotlivými uchazeči o trůn vyšel vítězně vojevůdce Vespasianus, který založil druhou císařskou dynastii Flaviovců. Vespasianus se pokoušel uspořádat rozvrácené státní finance a zajistit hranice říše na východě před pronikáním Parthů. Když po vesměs úspěšné vládě v roce 79 zemřel, stal se císařem jeho syn Titus, který v roce 70 převzal po svém otci velení v židovské válce a zvítězil v ní. Titovi bylo dopřáno jen krátké vládnutí, jež se navíc vyznačovalo převážně katastrofami (výbuch Vesuvu, morová epidemie). I přesto byl v Římě v roce 80 dokončen velkolepý Flaviovský amfiteátr. Po Titově předčasném skonu o rok později nastoupil jeho bratr Domitianus, jehož vláda je v pramenech, zejména Tacitem, vylíčena v temných barvách. Domitianus požadoval, aby mu byla prokazována božská úcta a jmenoval se dominem (pánem nad otroky). Svým stylem vlády provokoval staré elity, nicméně je nutné uznat i jeho nepochybné úspěchy ve válkách proti Britanům, Germánům a Dákům. Rovněž vytvořil velmi efektivní správní systém. V roce 96 však padl za oběť palácovému převratu.

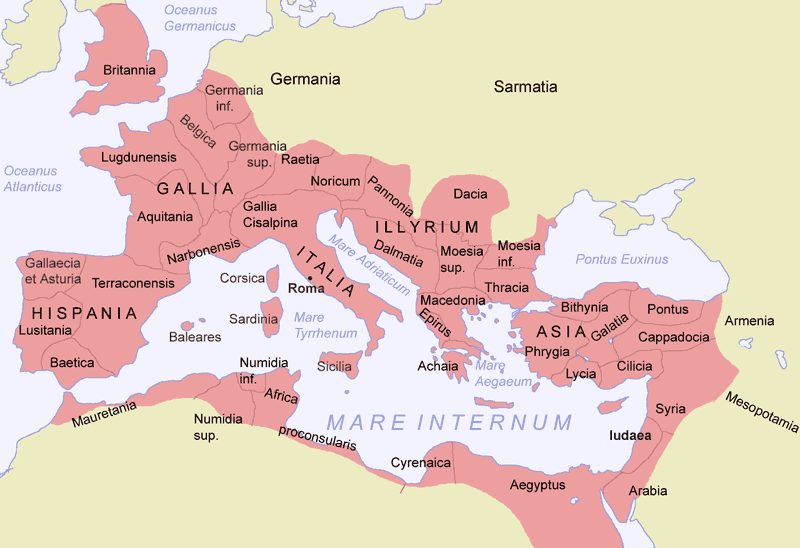
Mapa římských provincií po roce 135

Následující období adoptivních císařů je všeobecně považováno za vrcholné období impéria z hlediska kulturního, hospodářského i mocenského. Císaři vládli ve shodě se senátem a ten na oplátku respektoval státní uspořádání principátu. Senátem na trůn dosazený císař Nerva adoptoval vojevůdce Traiana, čímž jej učinil svým nástupcem. Traianus se stal vůbec prvním císařem, který nepocházel z Itálie, nýbrž z provincií (konkrétně z Hispánie). Tradičně je oslavován jako optimus princeps („nejlepší císař“), jelikož římská říše dosáhla za jeho vlády v roce 117 svého největšího územního rozsahu. Po vítězných válkách s Dáky a úspěšném východním tažení proti Parthům sahala římská moc od Skotska až po Núbii v severojižním směru a od Portugalska na západě až k Mezopotámii na východě.

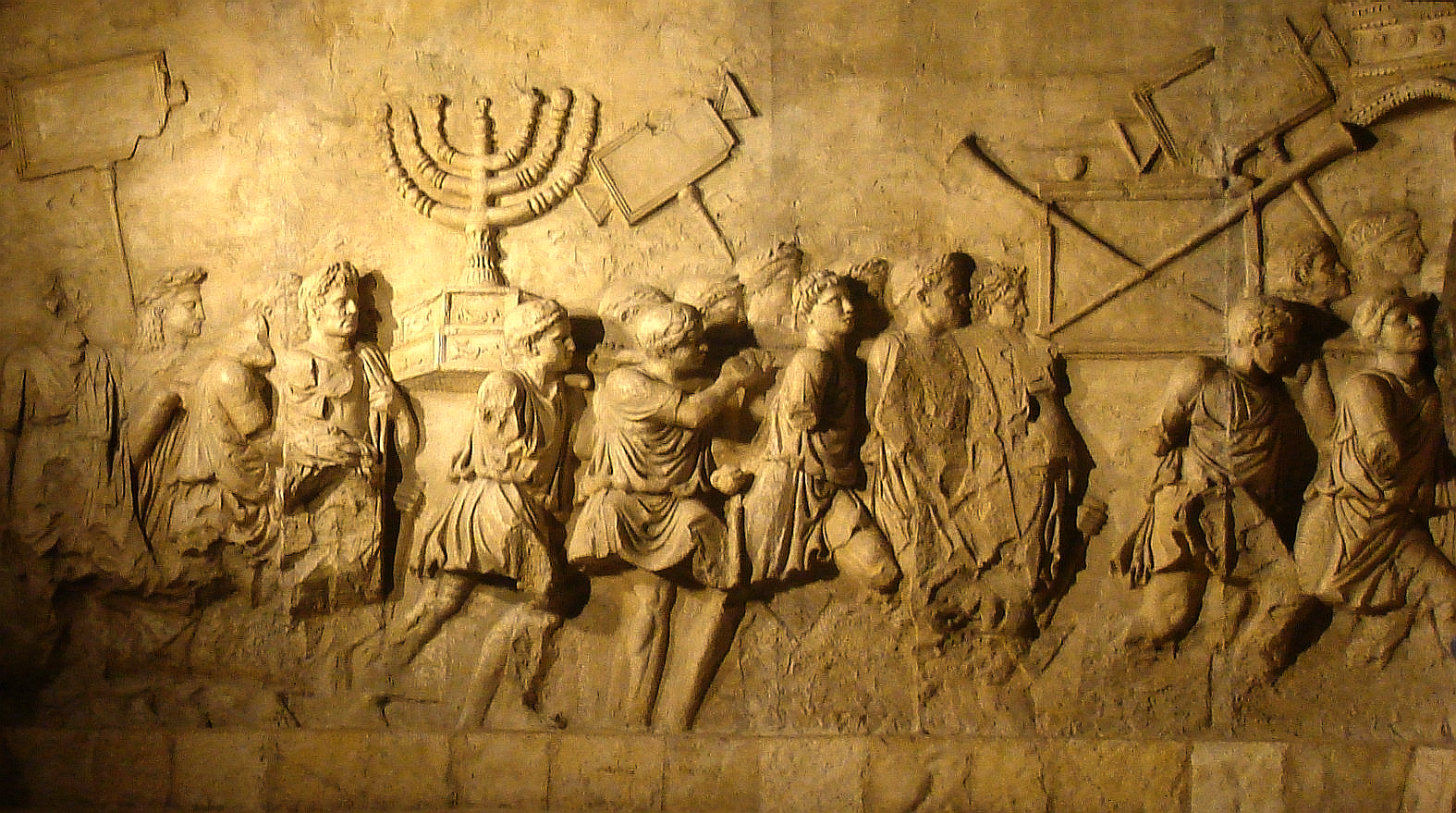
Římané s válečnou kořistí z Jeruzalemského chrámu po vítězství v první židovské válce roku 70

Traianův nástupce Hadrianus se však zisků z výbojů východně od Eufratu prozíravě vzdal, neboť byly neudržitelné. Vláda tohoto vzdělaného helénofila přispěla k vnitřní konsolidaci říše a k civilizačnímu, kulturnímu a technickému rozkvětu, který napomohl rozšíření tehdy ještě mladého, avšak již značně rostoucího křesťanství. Hadrianus se věnoval především výstavbě efektivního pohraničního opevnění (například Hadriánův val v Británii). Nicméně moderní historikové mu vytýkají silné zadlužení státních financí. Ve skutečnosti se tehdy začaly projevovat první příznaky hospodářských potíží, které si však zatím nevyžadovaly přijetí zvláštních opatření.
V polovině 2. století za císaře Antonina Pia dosáhlo impérium vrcholu svého blahobytu, ale už za vlády „filozofa na trůně“ Marca Aurelia (161–180) se vyskytly první závažné problémy. Ohromná masa germánských a sarmatských kmenů překročila takřka podél celého Dunaje hranice říše a ohrožovala i samotnou Itálii. Podle Markomanů, jednoho z těchto kmenů, jsou tyto boje nazývány markomanskými válkami. Současně Parthové napadli v roce 161 východní provincie říše. Vítězná římská vojska zavlekla z východu do Itálie mor nazývaný „antoniniánská epidemie“. Vedle těchto vážných vnějších ohrožení, jež si vyžádala vynaložení četných zdrojů říše, se objevily také první známky rozkladu uvnitř římského státu. Státní finance se ocitly v nerovnováze, která mohla být napravena jen zhoršením mince. Po Marcu Aureliovi nastoupil jeho syn Commodus, druhý Nero. Ten byl zavražděn v roce 192, když senátoři nebyli nadále schopní snášet jeho tyranii. Nato následovalo další kolo občanských válek.

### Severovci a vojenští císaři

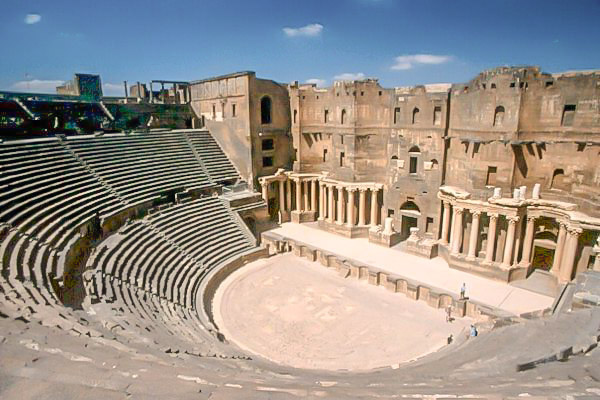
Římské divadlo ve městě Bosra v provincii Arabia Petraea na území Sýrie

V roce 193 se chopil moci Septimius Severus – první císař pocházející z Afriky. Tomu se podařilo zvítězit nad Parthy a na počátku 3. století říši dočasně navrátil stabilitu. Již v době jeho vlády ale započal nebezpečný vzrůst moci armády. Jeho syn Caracalla, který se navzdory svému krutému chování k senátu a k vlastním příbuzným těšil mezi lidmi a vojáky jisté popularitě, padl za oběť atentátu během parthského tažení. Následovala krátká vláda Elagabala, jenž se neúspěšně pokusil o zavedení stejnojmenného orientálního božstva jako oficiálního státního náboženství. V roce 222 byl nenáviděný a zhýralý Elagabalus zavražděn a císařem se stal Alexander Severus. Ten se marně snažil osvědčit ve válkách proti Sásánovcům a Germánům a v roce 235 byl nespokojenými vojáky zavražděn.
Aby si císaři při svém nástupu na trůn zajistili loajalitu armády, udělovali vojákům peněžité dary, jejichž výše neustále stoupala. Tak došlo k tomu, že po smrti Commoda bylo císařství regulérně vydražováno. Armáda a především pretoriánská garda se staly hlavním faktorem při destabilizaci vlády. Septimius Severus se této skutečnosti snažil čelit zrušením těchto darů, zároveň ale drastickým způsobem zvýšil pravidelný žold, takže se výdaje na armádu staly nesnesitelnými. Výše žoldu rozhoupala spirálu zvyšování cen a vedla ke znehodnocování mince. Důsledkem byl hospodářský úpadek, který měl ničivý dopad na stabilitu státu.

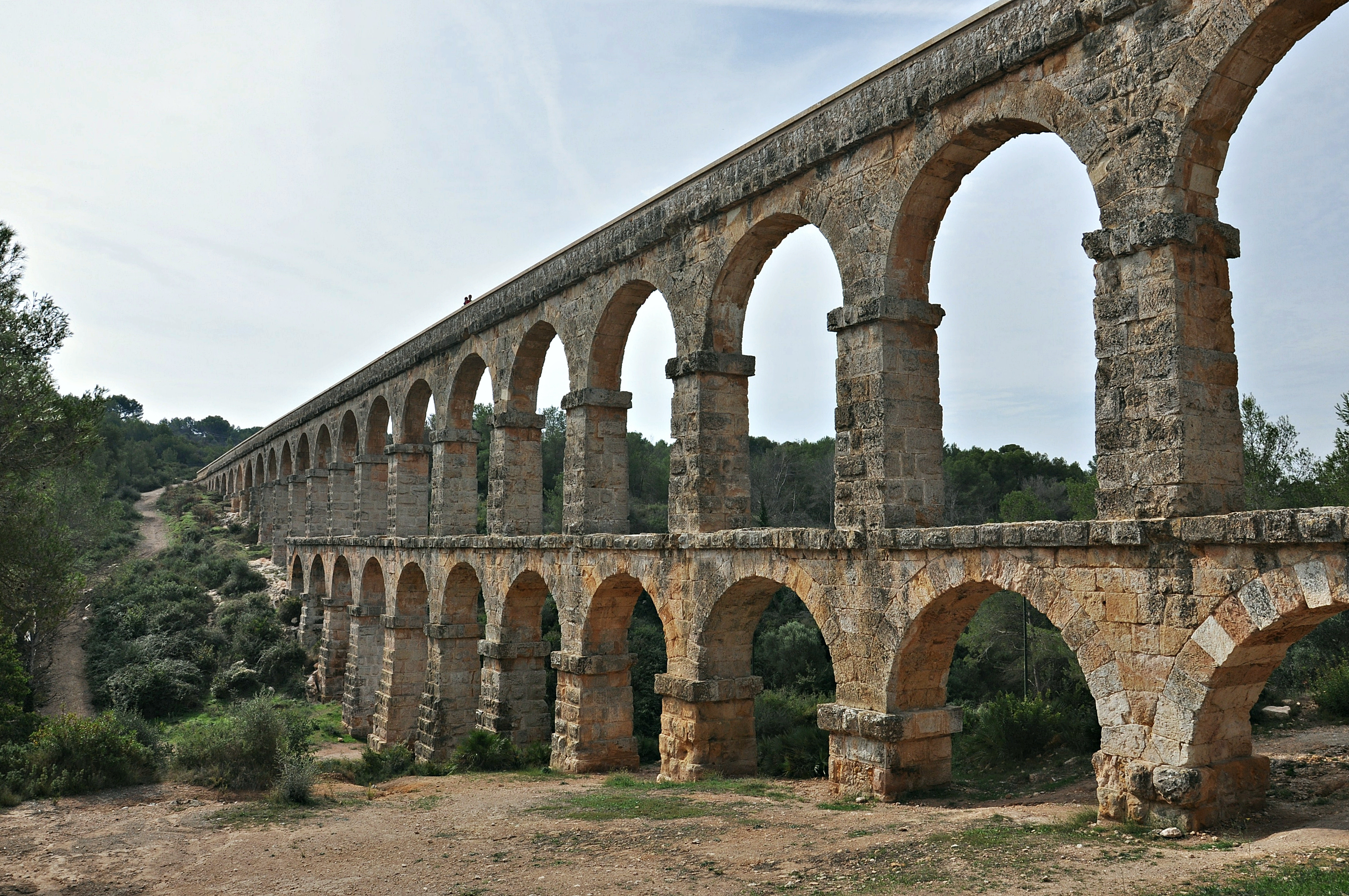
Římský akvadukt v provincii Hispania Tarraconensis na území Španělska

Současně s tím se ekonomické a mocenské těžiště říše přesunulo z Itálie do provincií, z nichž se nyní rekrutovaly římské elity. Tento trend byl ještě posílen rozhodnutím Septimia Severa zpřístupnit důstojnické hodnosti v armádě všem vojákům bez ohledu na občanství. Itálie pozvolna ztrácela své privilegované postavení, což bylo završeno v roce 212, kdy Caracalla udělil všem svobodným obyvatelům říše římské občanství (Constitutio Antoniniana). Za Severovců se zásadním způsobem proměnila také zahraničněpolitická pozice římské říše: na východě nahradila v roce 224 slabou parthskou říši vláda dynastie Sásánovců. V téže době nastal mezi Rýnem a Dunajem proces konstituování mohutných germánských kmenových svazů, které útočily na římské hranice a pronikaly hluboko na římské území.

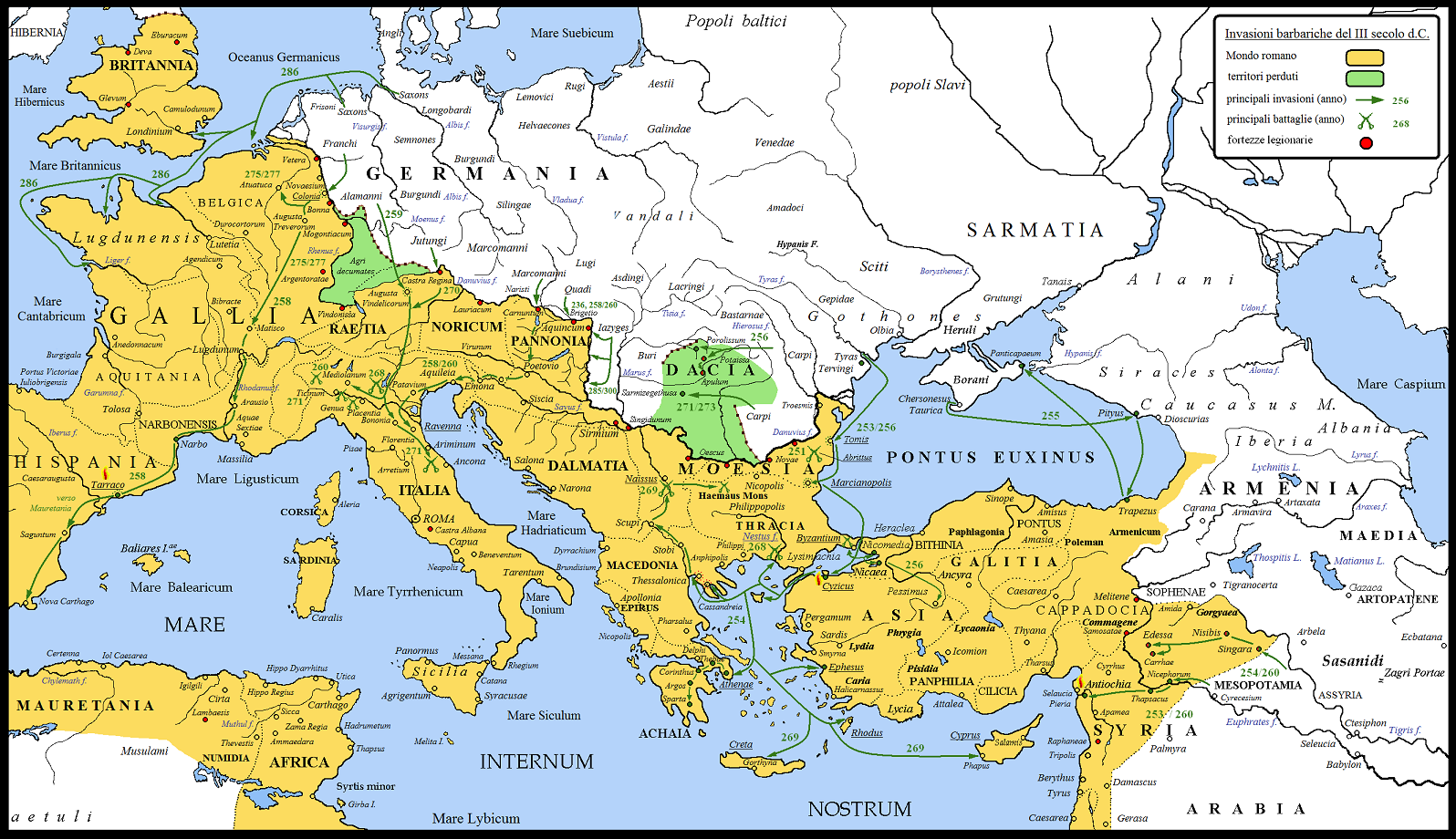
Mapa nájezdů barbarů ve 3. st. n. l. (římská říše žlutě, ztracené území zeleně)

Rokem 235 začalo neblahé období vlády vojenských císařů známé jako krize třetího století. Nepřetržitá série občanských válek, uzurpací, vzpour a vraždění císařů oslabila obranu říše a učinila jí tak bezmocnou vůči útokům jejích nepřátel. Během padesáti let mezi zavražděním Alexandra Severa a nástupem Diocletiana se na trůně vystřídalo v rychlém sledu celkem dvacet jedna legitimních císařů a nesčíslné množství nelegitimních uzurpátorů. Vojenští císaři se museli vypořádávat s útoky Germánů na Rýně a Dunaji. Gótové sídlící při severních březích Černého moře podnikali ničivé nájezdy na Balkán a do Řecka a útočili dokonce i na města v Malé Asii. Na západě vydrancovali Alamani v šedesátých letech 3. století Galii a Itálii, avšak nejtěžší boje se odehrály s novoperskou sásánovskou říší na východě. Ta se ukázala jako mnohem vážnější protivník římské říše, než jakým kdy byli Parthové. Perský velkokrál Šápúr I. vpadl několikrát do Sýrie a opakovaně porážel římské armády. V roce 260 padl do jeho rukou císař Valerianus, který poté zemřel v perském zajetí. Zatímco se Římané snažili udržet východní provincie, začala se římská vláda rozkládat i na západě. Správci provincií, kteří veleli mnoha legiím, je čím dál častěji využívali k získání moci. Přitom docházelo k neustálým uzurpacím či k odpadnutím celých provincií (galské císařství). Vnitřní konflikty a vnější ohrožení přivedly říši na pokraj záhuby.
Prohlubování chaosu pokračovalo až do vlády císaře Claudia II., kterému se v roce 269 podařilo zvítězit nad Góty v bitvě u Naissu (dnešní Niš). V roce 272 si císař Aurelianus podrobil Palmýru, někdejšího římského spojence, jehož královna Zenobia využila římské slabosti a dočasně se zmocnila téměř všech východních provincií. Aurelianus porazil také Germány a obnovil římskou kontrolu nad Galií. Krize vedla ke značným společenským změnám, které však nezasáhly všechna území říše stejně. Římanům se tak podařilo odvrátit hrozící zánik říše. Nestabilita a chaos vytvářely příznivé podmínky pro šíření křesťanství, jehož stoupenci hlásali mír a spásu. Na rozdíl od ostatních náboženství a pohanských kultů však křesťané neprojevovali patřičný respekt k instituci císařství. Císař Decius, jenž se pokusil obnovit uctívání starých božstev, žádal, aby jim všichni obyvatelé říše povinně obětovali. Když se tomuto nařízení křesťané vzpírali, nařídil jejich pronásledování. Po Deciovi pronásledovali křesťany také Valerianus a Diocletianus.

### Nástup pozdní antiky

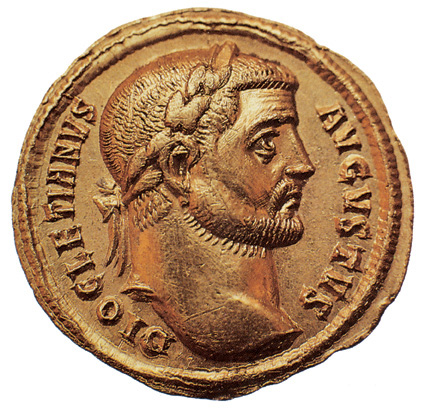
Diocletianus

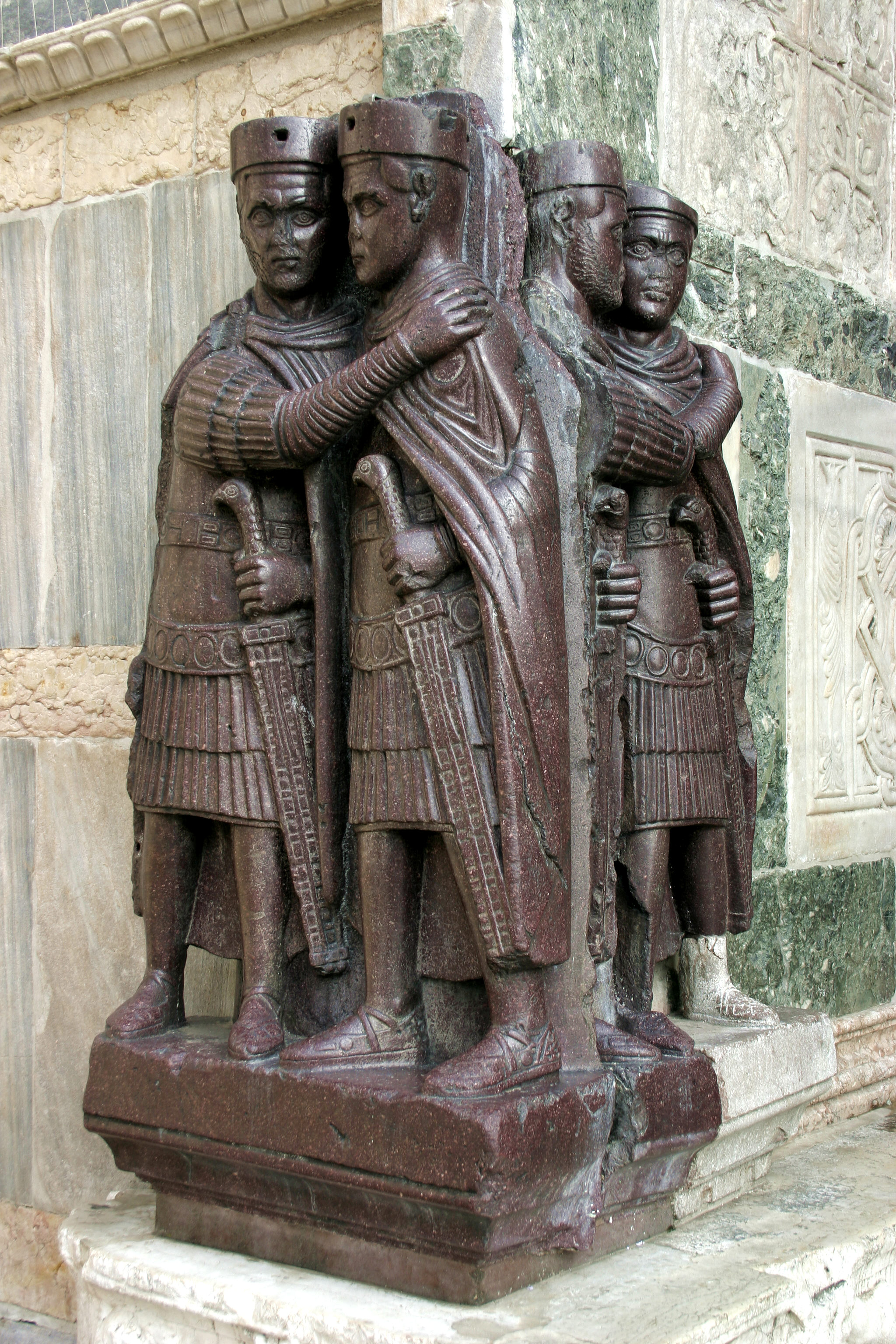
Tetrarchové – socha uloupená z Konstantinopole Benátčany v roce 1204

Nástup Diocletiana na trůn v roce 284 symbolizoval počátek období pozdní antiky, které bylo charakterizováno postupující centralizací a byrokratizací říše a pozdějším vítězstvím křesťanství nad pohanstvím. Diocletianovi se podařilo celou řadou opatření a reforem odvrátit hrozící zánik říše, dosavadní formu vlády – principát – přitom postavil na zcela nových základech. Císař provedl reformu státní správy, v rámci níž zvýšil počet provincií. V každé z nich byla oddělena civilní a vojenská správa, což mělo jejich správcům zamezit ve vzpouře proti ústřední vládě. Stanovením nejvyšších možných cen se Diocletianus neúspěšně pokusil bojovat s hospodářským poklesem a utlumit inflaci, která v říši řádila už od 3. století. K zajištění hranic říše provedl reformu armády, jež si ale vyžádala zvýšení už tak vysokých daní.
Diocletianus dále vytvořil nový systém vlády zvaný tetrarchie („čtyřvládí“). Za svého kolegu a druhého augusta povolal svého přítele Maximiana. Oba císaři později jmenovali po jednom caesarovi jako svých zástupcích (Constantius I. Chlorus a Galerius). Důvodem této reformy byla jednak snaha zabránit uzurpacím velitelů pohraničních armád a jednak skutečnost, že nebylo v silách jediného člověka efektivně ovládat celý stát. Myšlenka rozdělení vlády nebyla úplnou novinkou, avšak teprve za Diocletiana byla důsledně realizována, přestože jí nelze považovat za ústup od ideje říšské jednoty. Řím zůstával i nadále hlavním městem, přestože všichni císařové přemístili své rezidence blíže k hranicím, kde mohli lépe čelit nepřátelům říše.

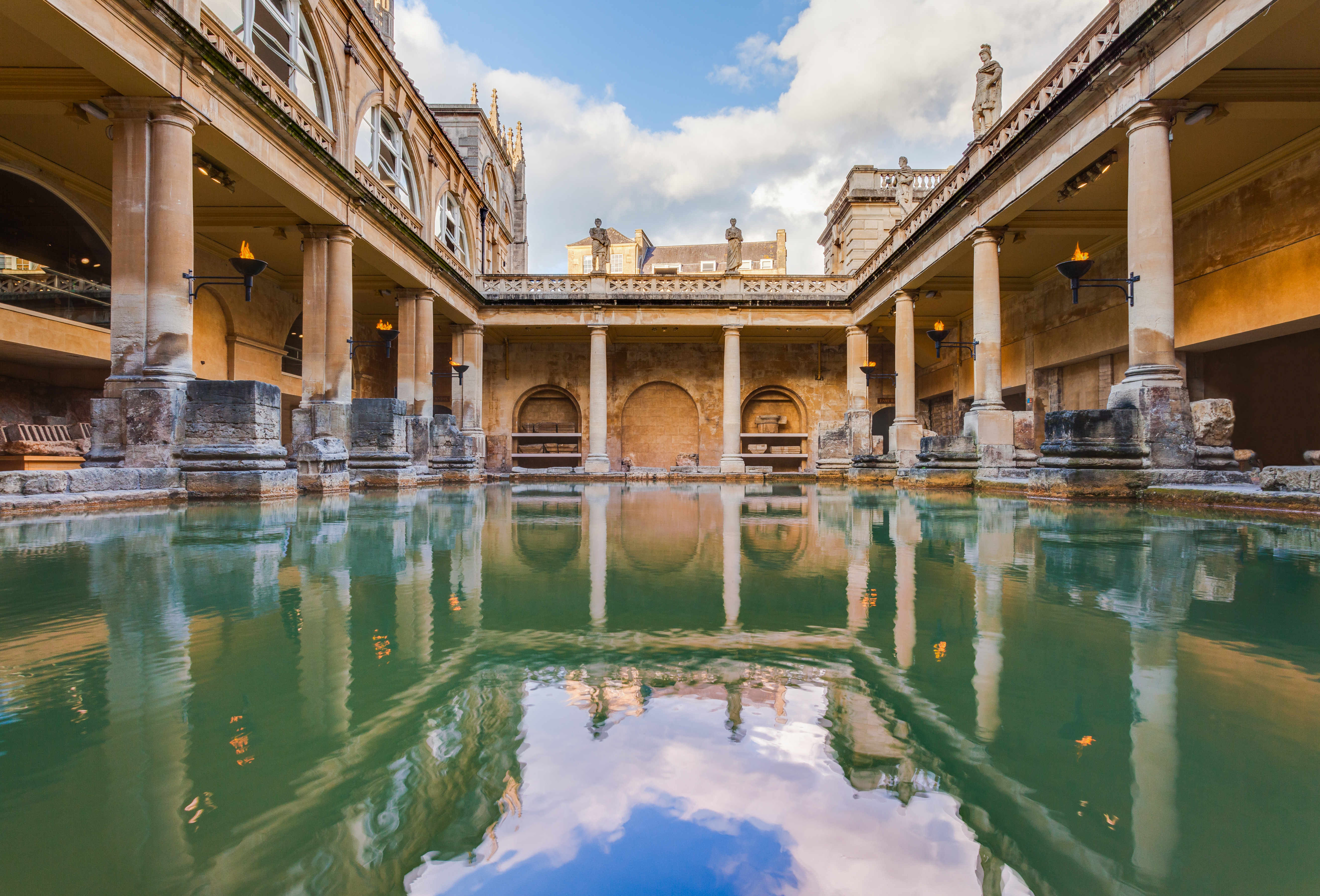
Zbytky římských lázní ve městě Bath v Anglii

Diocletianus se rovněž snažil utužit autoritu státu a osoby císaře, pročež přijal přízvisko Iovius podle boha Jova. Křesťany, kteří mu odmítali vzdávat božské pocty, považoval za neloajální vůči říši, kvůli čemuž neváhal rozpoutat jejich poslední a nejtěžší pronásledování. Po vzoru orientálních despotů si Diocletianus vsadil na hlavu diadém a obklopil se ohromným císařským dvorem. Na rozdíl od principátu, kdy se císaři snažili alespoň zdánlivě vládnout ve shodě se senátem, Diocletianus nebral na senát žádné ohledy a počínal si jako neomezený panovník (dominus et deus). V tomto systému vlády vystupovali občané čím dál více jako poddaní císaře, čemuž napomohl také sociální fenomén rozvíjející se již od 1. století – kolonát. Postupný útlum přílivu otroků nutil velkostatkáře k pronajímání svých pozemků pachtýřům, kolónům. Jako pachtovné museli kolóni odvádět statkářům nejprve peníze a později část úrody. Tím se kolóni, třebaže byli římskými občany, stávali závislými na velkostatkářích a ztráceli svoji svobodu. Tento trend se ještě více prohloubil za Diocletianova nástupce Konstantina, kdy byli kolóni připoutáni k půdě.
Systém tetrarchie se zhroutil krátce poté, co Diocletianus v roce 305 odešel do ústraní, jelikož bez jeho autority propukly mezi jednotlivými tetrarchy konflikty. Během následných zmatků a občanských válek byl v roce 306 prohlášen za císaře syn jednoho z Diocletianových caesarů Konstantin Veliký.

### Christianizace říše

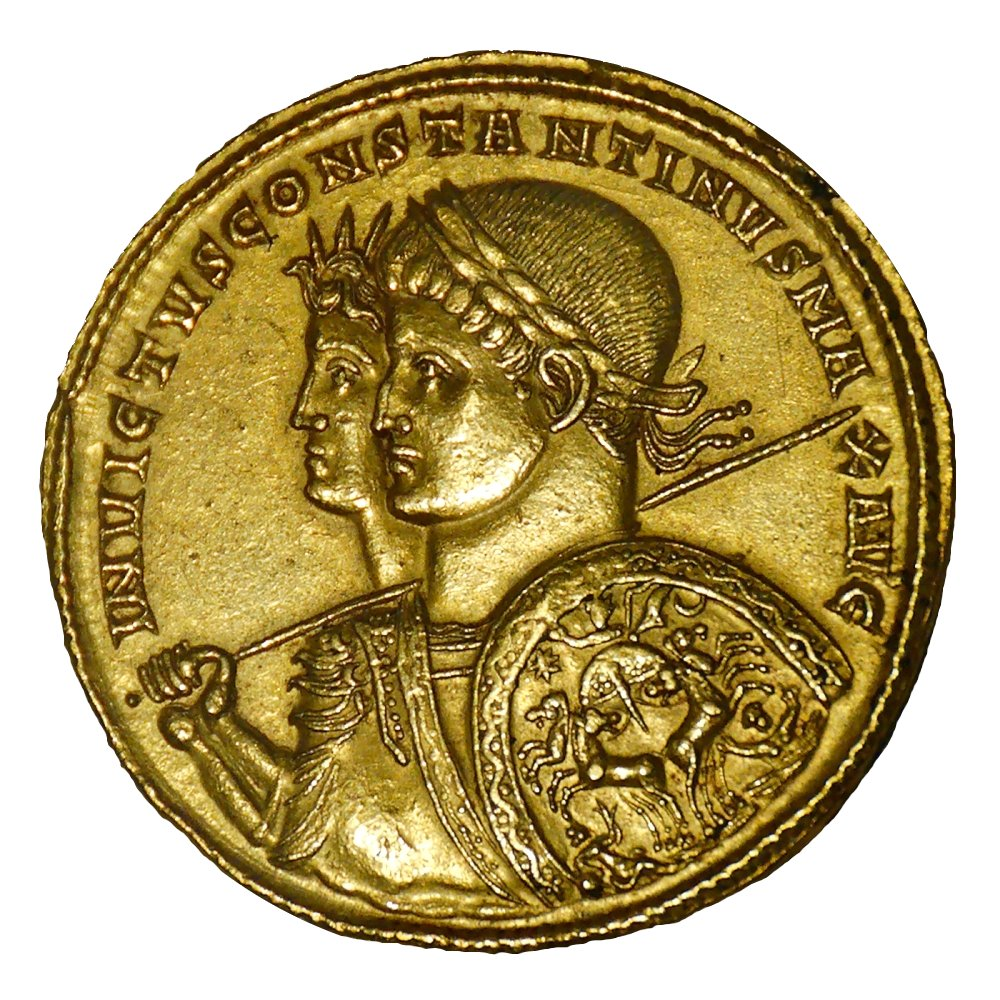
Zlatá mince z roku 313 znázorňující Konstantina se slunečním bohem Solem

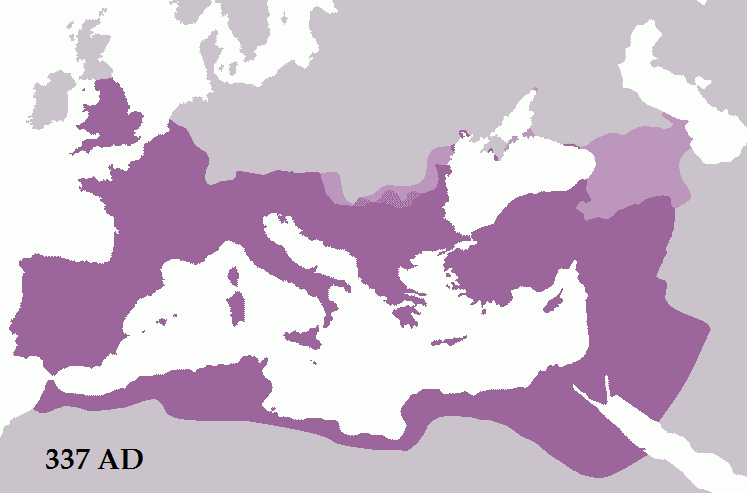
Římská říše roku 337 za vlády císaře Konstantina

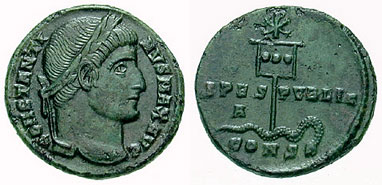
Konstantinova mince (asi 337), na zadní straně je znázorněno křesťanské labarum.

V roce 312 zvítězili Konstantinovi vojáci s Kristovým monogramem na štítech v bitvě u Milvijského mostu nad císařem Maxentiem a v následujícím roce vydal Konstantin v Mediolanu (dnešní Milán) edikt, jímž uznal křesťanství za rovnocenné náboženství. Přijetím křesťanství, které se formálně stalo pouze tolerovaným, ve skutečnosti však preferovaným náboženstvím, měl stát získat novou jednotící ideologii.
Církev se svojí složitou hierarchií rychle prorostla do římského správního systému a již za Konstantina se stala pilířem říšské moci. V roce 312 dosáhl Konstantin vlády nad západem a v roce 324 se po vítězství nad Liciniem ustavil jediným vládcem celého impéria. Kromě uznání křesťanství bylo jeho vládnutí významné ještě jednou událostí: založením Nového Říma – Konstantinopole. Těžiště říše se tím s definitivní platností přesunulo do její bohatší a stabilnější východní poloviny. Konstantin pokračoval v Diocletianových správních reformách zavedením nových územních celků. Říše byla rozdělena do čtyř prefektur, které se pak dále členily na třináct diecézí, čímž byla zvýšena výkonnost státní správy. Diocletianovy a Konstantinovy reformy přispěly ke stabilizaci říše a poskytly státu nové finanční zdroje, které dovolily zvětšit vojsko a zajistit lepší obranu ohrožených hranic. Enormně vyšroubovaná daňová zátěž ovšem podlomila hospodářství říše a stále více poddaných nutila k úniku od tohoto tíživého břemena. Římskou společnost především v západních provinciích říše zachvátila v této době vlna deurbanizace.
Záhy po smrti Konstantina v roce 337 se mezi jeho třemi syny rozhořel boj o moc. V roce 353 se poslední z nich Constantius II. stal opět jediným vládcem říše. Po něm nastoupil v roce 361 jeho bratranec Julianus zvaný Apostata (Odpadlík), neboť se pokusil o návrat k pohanství. Nezapočal však žádné nové pronásledování, ale pouze otevřenou veřejnou podporu původních kultů a také skrytě podporoval rozpory uvnitř církve. Napsal řadu spisů a dopisů, z nichž nejznámější je patrně Contra Galileos. Obnova starých kultů však neměla dlouhého trvání a Julianovou předčasnou smrtí během tažení v Persii v roce 363 konstantinovská dynastie zanikla. Juliánův nástupce Jovianus pak většinu Juliánových nařízení podporující pohanství a jeho postavení v impériu zrušil. Za Valentiniana I. byla říše ze správních důvodů dočasně (364) a po smrti Theodosia I. trvale rozdělena (395). Valentinianus se podělil o vládu se svým bratrem Valentem. Po vpádu Hunů do východní Evropy v roce 375, čímž započalo stěhování národů, bylo Gótům povoleno překročit Dunaj a usadit se v říši. Ti se ale kvůli nesnesitelným životním podmínkám brzy vzbouřili. Valens se je pokusil zpacifikovat, avšak v roce 378 byl poražen a zabit v bitvě u Adrianopole, jež je po bitvě u Kann považována za druhou nejtěžší porážku Římanů v historii.

### Rozdělení říše a nastolení křesťanství
Nový císař Theodosius byl nucen uzavřít s Góty smlouvu, která jim umožnila pobývat na římském území jako foederati. Přítomnost barbarů na římském území se od tohoto okamžiku stala trvalým jevem. V roce 394 se Theodosius po zdolání poslední z mnoha uzurpací a vzpour, k nimž došlo na západě, stal posledním císařem, který vládl nad celým územím impéria. Během jeho panování bylo křesťanství oficiálně ustanoveno za jediné státní náboženství. Po Theodosiově smrti v roce 395 byla římská říše rozdělena mezi jeho dva neschopné syny: Honorius vládl na Západě, zatímco Arcadiovi byl svěřen Východ. Třebaže toto rozdělení se postupem času ukázalo jako definitivní, myšlenka říšské jednoty přesto trvala i nadále – zákony vydané jedním z císařů byly proto běžně uznávány i druhým vládcem.

### Zánik antického impéria

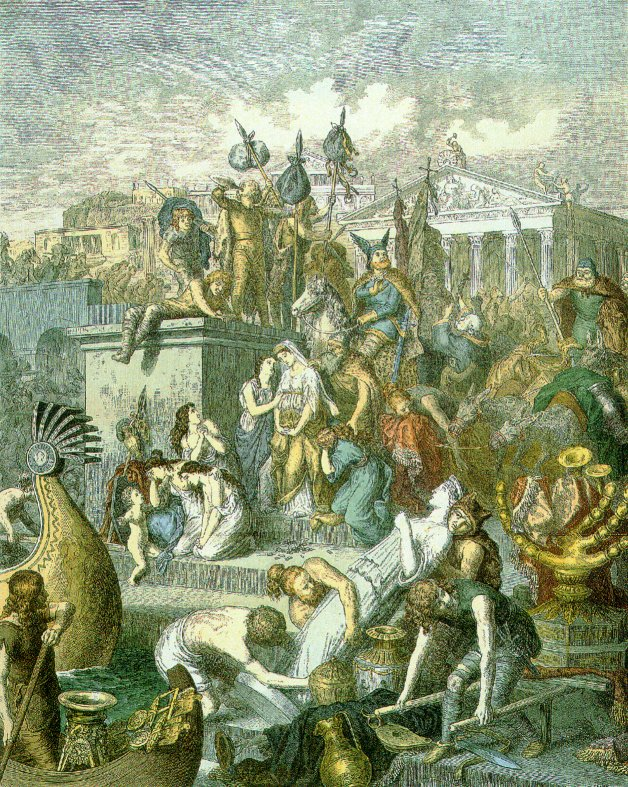
Drancování Říma Vandaly v roce 455

Východořímská říše byla ekonomicky konsolidovanější a hustěji obydlenou polovinou impéria, která bez vážnější újmy přežila chaos období stěhování národů. Naproti tomu západořímská říše v průběhu 5. století pozvolna upadala. Postup Hunů do Evropy spustil dominový efekt pohybu kmenů, který zásadně změnil podobu celého kontinentu. V desetiletích následujících po porážce u Adrianopole ztratila říše kontrolu nad většinou svých západních provincií. Aby zabránili vpádům Germánů do Itálie, stáhli Římané na počátku století legie z rýnské hranice. Nechráněný Rýn poté v roce 406 překročily barbarské kmeny Svébů, Vandalů a Alanů, které během několika málo let vyvrátily římskou správu v Galii a v Hispánii, zatímco vzdálená Británie byla ponechána svému osudu. V roce 410 vydrancovali Vizigóti vedení náčelníkem Alarichem Řím, což mělo tvrdý dopad na římskou psychiku. O několik let později byli sice Vizigóti vytlačeni z Itálie do jižní Galie, přesto však dále představovali závažné nebezpečí do budoucna. Zatím Vandalové pronikli do Afriky a tuto pro říši tolik důležitou provincii opanovali po pádu Kartága v roce 438. V roce 455 se jim pak podařilo podruhé vyplenit Řím (jejich jména se proto od 18. století užívá jako nadávky).

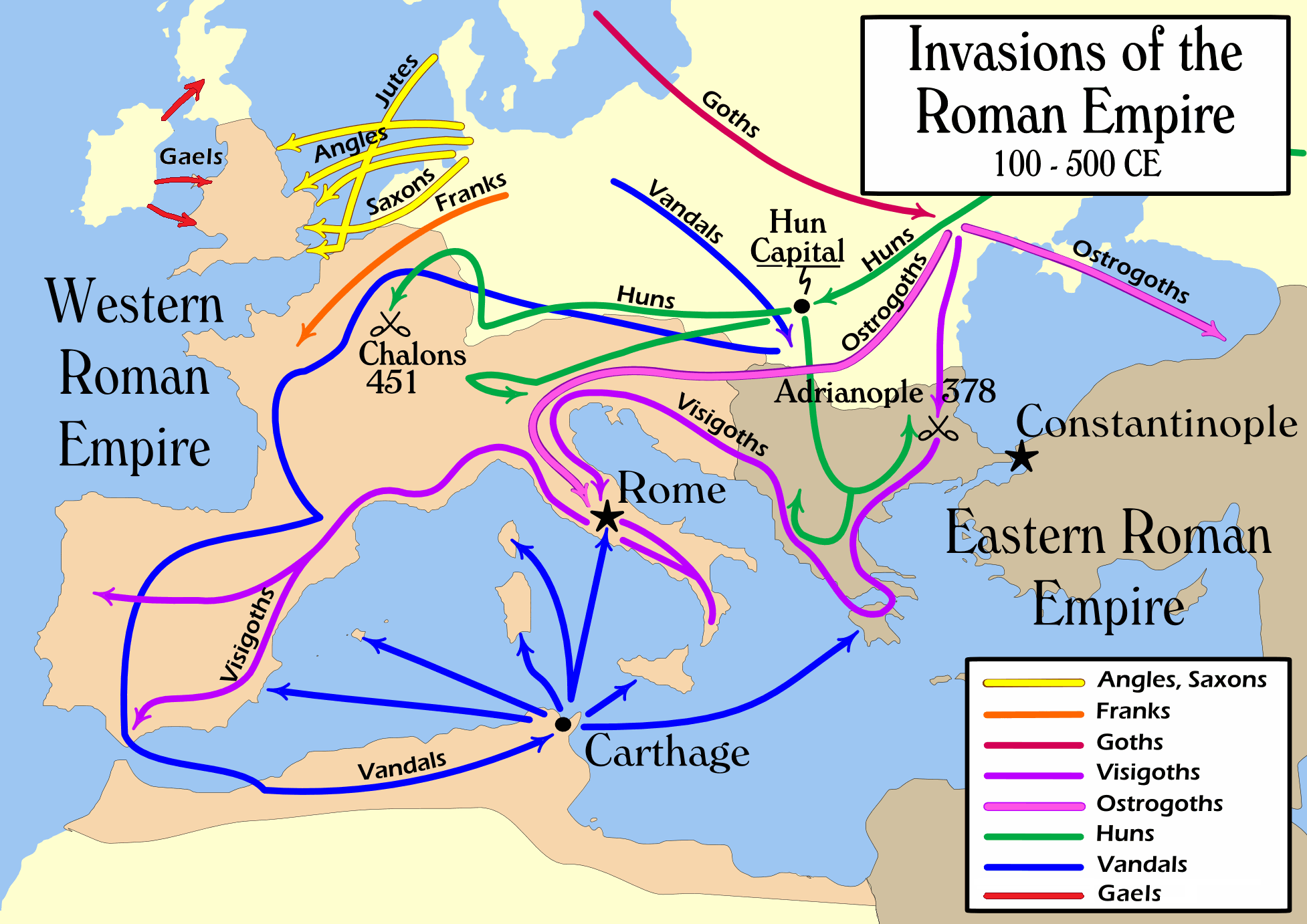
Mapa Evropy v době stěhování národů. Šipky ukazují směry postupu jednotlivých kmenů.

Kolaps západní říše měl řadu příčin. Jaké procesy vedly ve svém konečném důsledku k přeměně západořímské říše v řadu germánských království, je již velice dlouhou dobu předmětem diskuzí historiků. Za jeden z hlavních důvodů je pokládána barbarizace římského vojska, které bylo tvořeno převážně germánskými žoldnéři na místo Římanů. Taktéž velikost armády nebyla dostačující k tomu, aby dokázala zabezpečit hranice říše. Státní správa se ocitla v rozkladu, současně ekonomika impéria byla rozvrácena příliš vysokými daněmi, které zbavovaly obyvatelstvo loajality k římskému státu.
Třebaže v roce 451 dokázali Římané ve spojení s Vizigóty a pod vedením Aetia přemoci Huny vedené Attilou v bitvě na Katalaunských polích, římská říše na západě spěla ke svému rychlému konci. Slabí císaři nebyli schopní zabránit nevyhnutelnému rozvratu, neboť byli často pouhými loutkami v rukou velitelů armády. V roce 476 Germán Odoaker sesadil císaře Romula Augusta, což je považováno za okamžik zániku západořímské říše (posledním uznaným císařem Západu byl Julius Nepos, jenž žil až do roku 480), ačkoli sám Odoaker se považoval za „Germána v římských službách“ a svou vládu se snažil interpretovat jako správu Itálie jménem císaře v Konstantinopoli. Čistě formálně byla tedy Itálie stále součástí říše. Rovněž Odoakerův nástupce, ostrogótský král Theodorich Veliký se snažil získat uznání východního císaře.

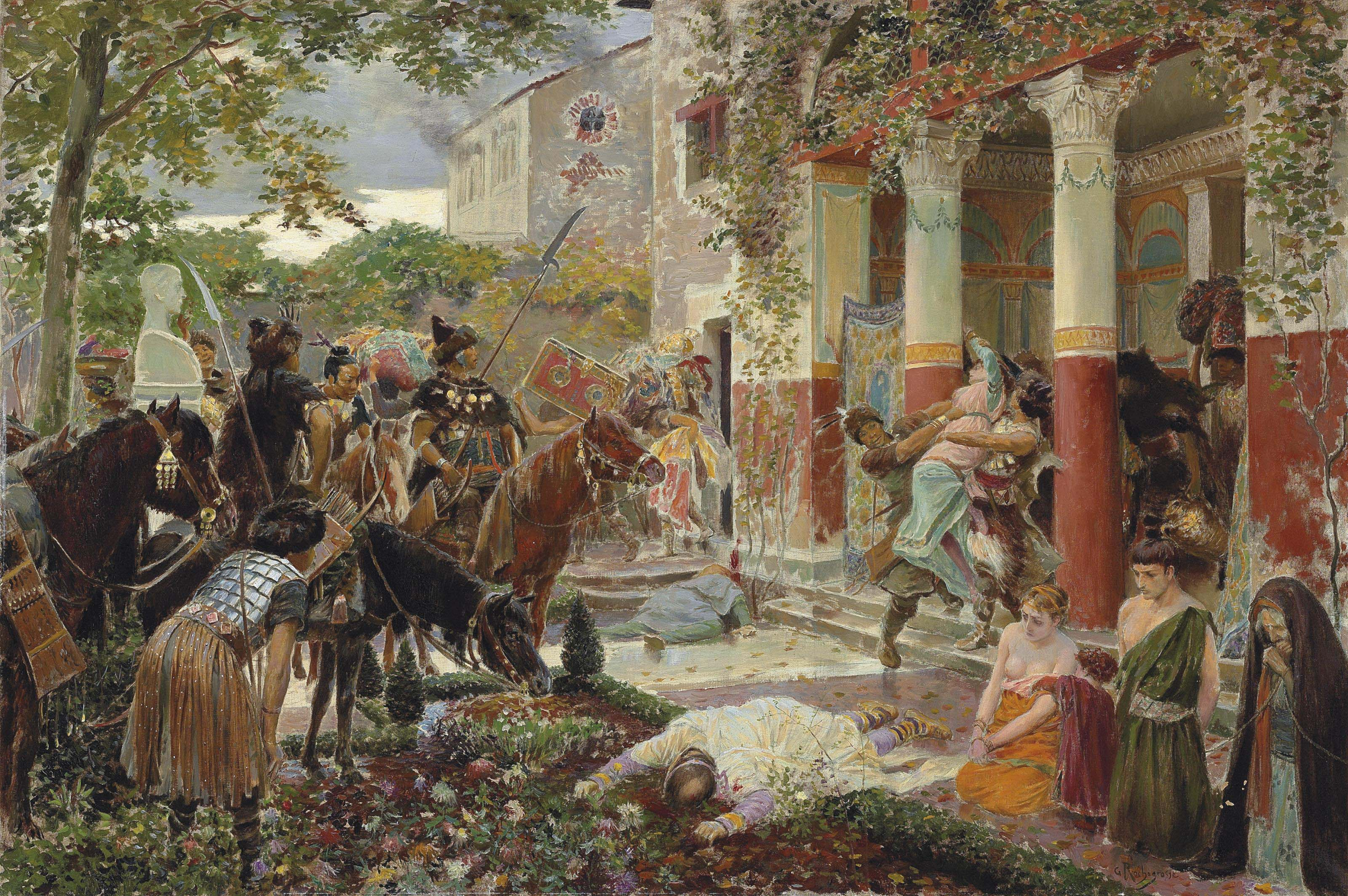
Hunové plení římskou villu v Galii

Na rozdíl od Západu východní říše nebyla germánskými nájezdy zasažena tak ničivě, kromě toho disponovala mnohem většími finančními zdroji a především obratnou diplomacií. Měla také geograficky lépe hájitelné hranice. Obzvláště mocné anatolské pohoří Taurus a Propontida tvořily přirozenou překážku nepřátelským invazím. Hunům ani Germánům se nikdy nepodařilo překročit Helléspont a bohaté provincie v Malé Asii, v Sýrii a v Egyptě proto zůstaly ušetřeny jejich vpádů. Vliv germánského elementu v armádě, který osudově přispěl ke zhroucení Západu, byl ještě v 5. století eliminován. Příznačné je, že se tak mohlo stát pouze s pomocí jiných barbarů – Isaurů. I přes těžké a ne vždy vítězné boje s Huny a Góty na Balkáně nepostihl východní říši rozklad tolik charakteristický pro západní provincie v 5. století.
Za vlády Justiniána I., posledního císaře, jehož mateřským jazykem byla latina, dobyl východořímský vojevůdce Belisar zpět velké části Západu (severní Afrika, Itálie, jižní Španělsko). V téže době se říše jen s velkým vypětím vypořádávala s agresí Sásánovců na svých východních hranicích. Jejich útoky nabývaly od čtyřicátých let 6. století na intenzitě, neboť Peršané po pádu Západu cítili šanci na obnovení říše Achaimenovců v celém jejím někdejším rozsahu. Období mírové koexistence mezi oběma státy tím skončilo, načež nastala dlouhá a namáhavá etapa římsko-perských válek, která trvala prakticky celé jedno století. Během jeho vlády říši postihla pandemie moru. Justinián se navzdory tomu stal nejmocnějším vládcem Středomoří, přičemž východořímská říše kontrolovala velkou část kdysi římského území (s výjimkou Británie, Galie a většiny Hispánie). Nicméně brzy po Justiniánově smrti (565) se západní území ukázala jako dlouhodobě neudržitelná. Po roce 568 si Langobardi podmanili téměř celou Itálii a rovněž jižní Hispánie se po několika desetiletích ocitla znovu v moci Vizigótů.

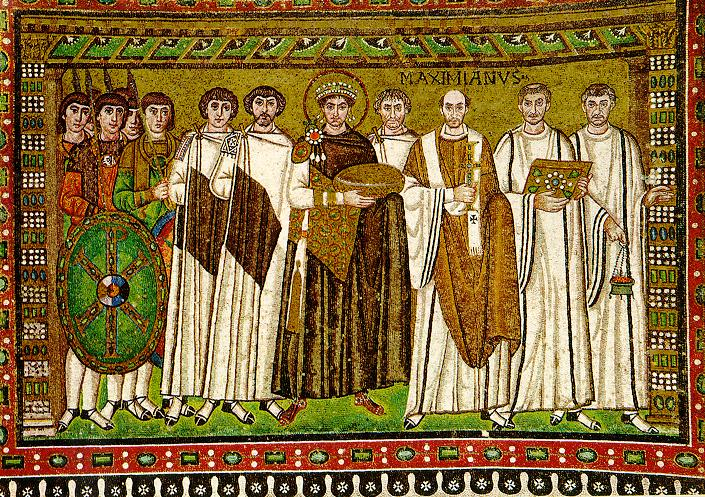
Císař Justinián I. s doprovodem, mozaika v bazilice San Vitale v Ravenně

Východořímská říše byla v 6. století zmítána náboženskými spory mezi ortodoxními křesťany a monofyzity. To společně s vysokou daňovou zátěží způsobenou ustavičnými válkami vzbuzovalo nespokojenost obyvatelstva a vedlo k oslabení jeho loajality, hlavně v Sýrii a v Egyptě. Na začátku 7. století si Sásánovci dočasně podrobili velké části říše. Perské armády velkokrále Husrava II. dokonce dvakrát postoupily až k samotné Konstantinopoli (v roce 626 spolu s Avary). Peršané navíc z Jeruzaléma odcizili svatý kříž, který údajně nalezla matka císaře Konstantina Helena, a jenž představoval nejposvátnější relikvii říše. Císař Herakleios v této dlouhé a náročné válce nakonec dosáhl vítězství, nicméně vyčerpaná říše nedokázala čelit následné arabské expanzi, během níž definitivně pozbyla vládu nad Sýrií a Afrikou. Obzvláště ztráta bohatého Egypta, který se vzdal Arabům téměř bez boje zradou monofyzitského alexandrijského patriarchy Kýra, východořímskou říši rozhodným způsobem oslabila.
Herakleios v rozporu s římskými tradicemi přijal namísto latinského titulu augustus starý řecký královský titul basileus a zároveň povýšil řečtinu na úřední jazyk. Říše v průběhu 7. století postupně ztratila svůj římský a antický charakter. Hluboké vnitřní a vnější změny vedly tudíž také na Východě k nástupu středověku. Východořímská říše se svým hlavním městem Konstantinopolí přetrvala až do 15. století. Třebaže se její obyvatelstvo nadále považovalo za Rhomaioi, tedy Římany, ve vnitřních strukturách říše došlo po roce 640 k zásadní transformaci, takže se dá celkem oprávněné hovořit nejpozději od tohoto data o východořímské říši jako o Byzanci.